# Drickyoghurt

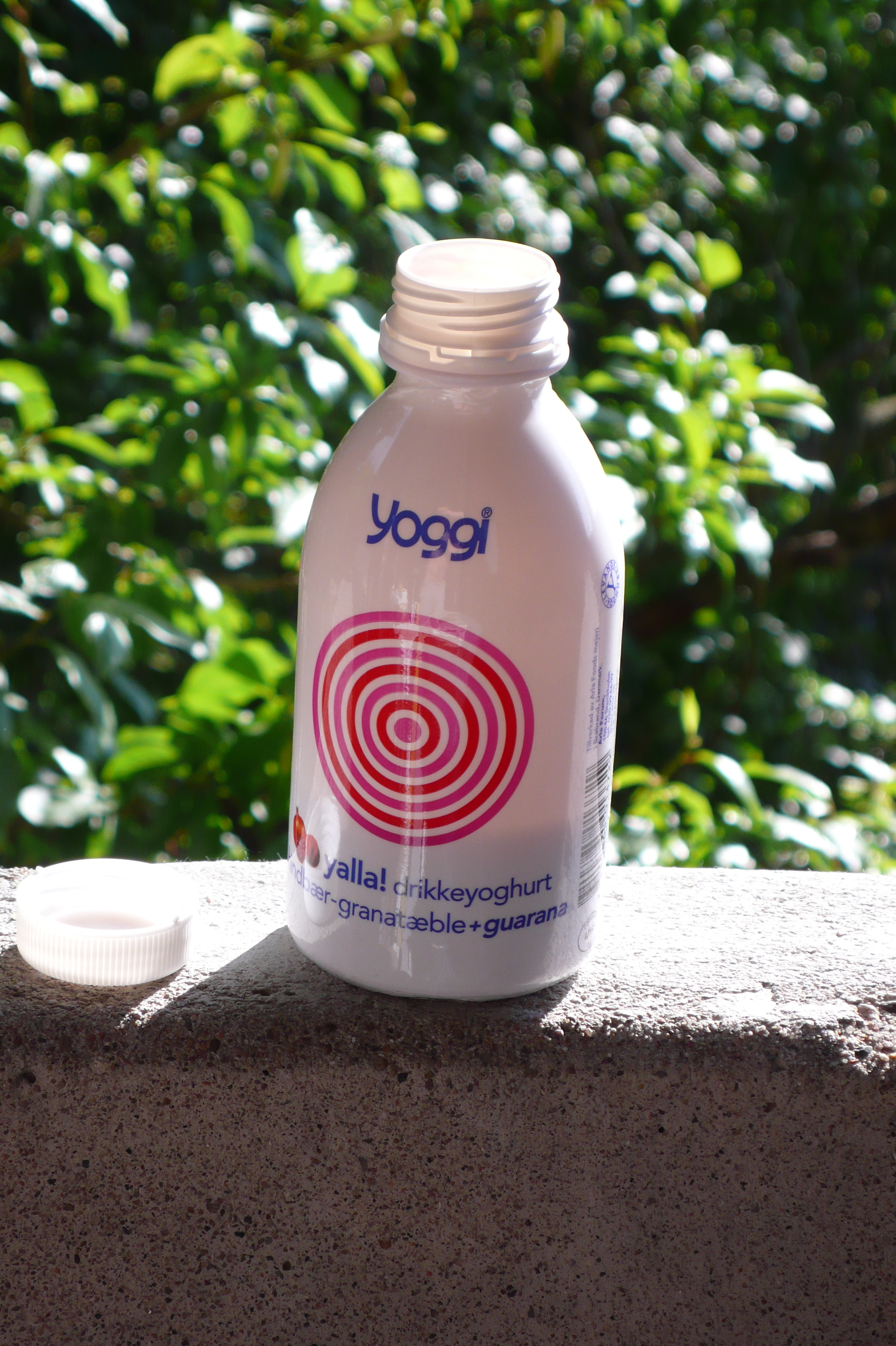
Drickyoghurten Yoggi Yalla! med smak av hallon, granatäpple, och guarana.

Drickyoghurt är drickbar yoghurt framställd på ett sätt där den är mer lättflytande och lättdrucken än vanlig yoghurt, och tillverkas i många olika smaker. Drickyoghurt tillverkas bland annat av Arla Foods (Yoggi Yalla!), Norrmejerier (Verum), Kavli (Bärry Smoothie, tidigare tillverkad av Milko) och Skånemejerier.